# Allantoporthe tessella
Allantoporthe tessella är en svampart som först beskrevs av Christiaan Hendrik Persoon, och fick sitt nu gällande namn av Franz Petrak 1921. Allantoporthe tessella ingår i släktet Allantoporthe och familjen Diaporthaceae.  Arten är reproducerande i Sverige. Inga underarter finns listade i Catalogue of Life.